# Jodhpurs

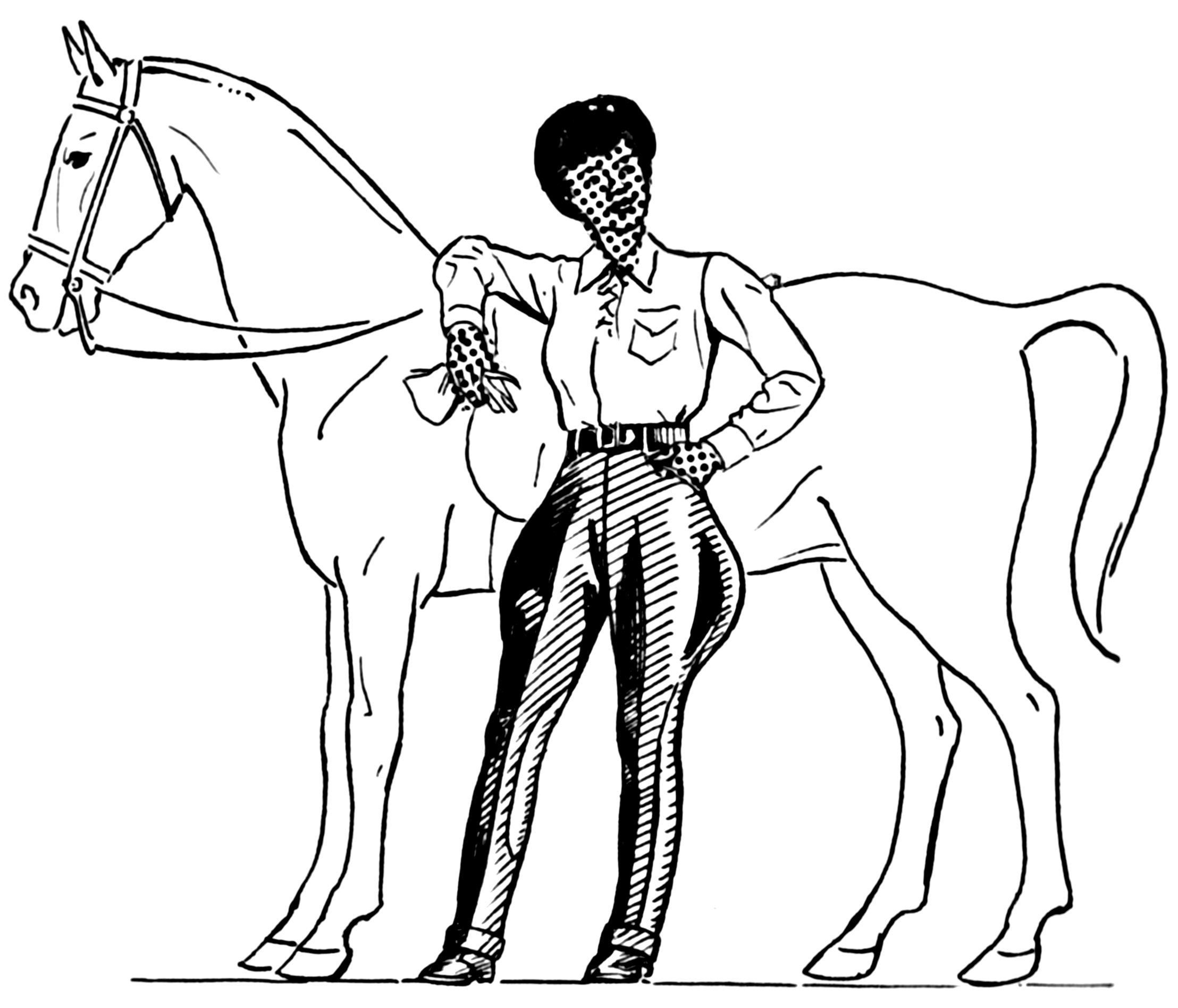
Jodhpursbyxa

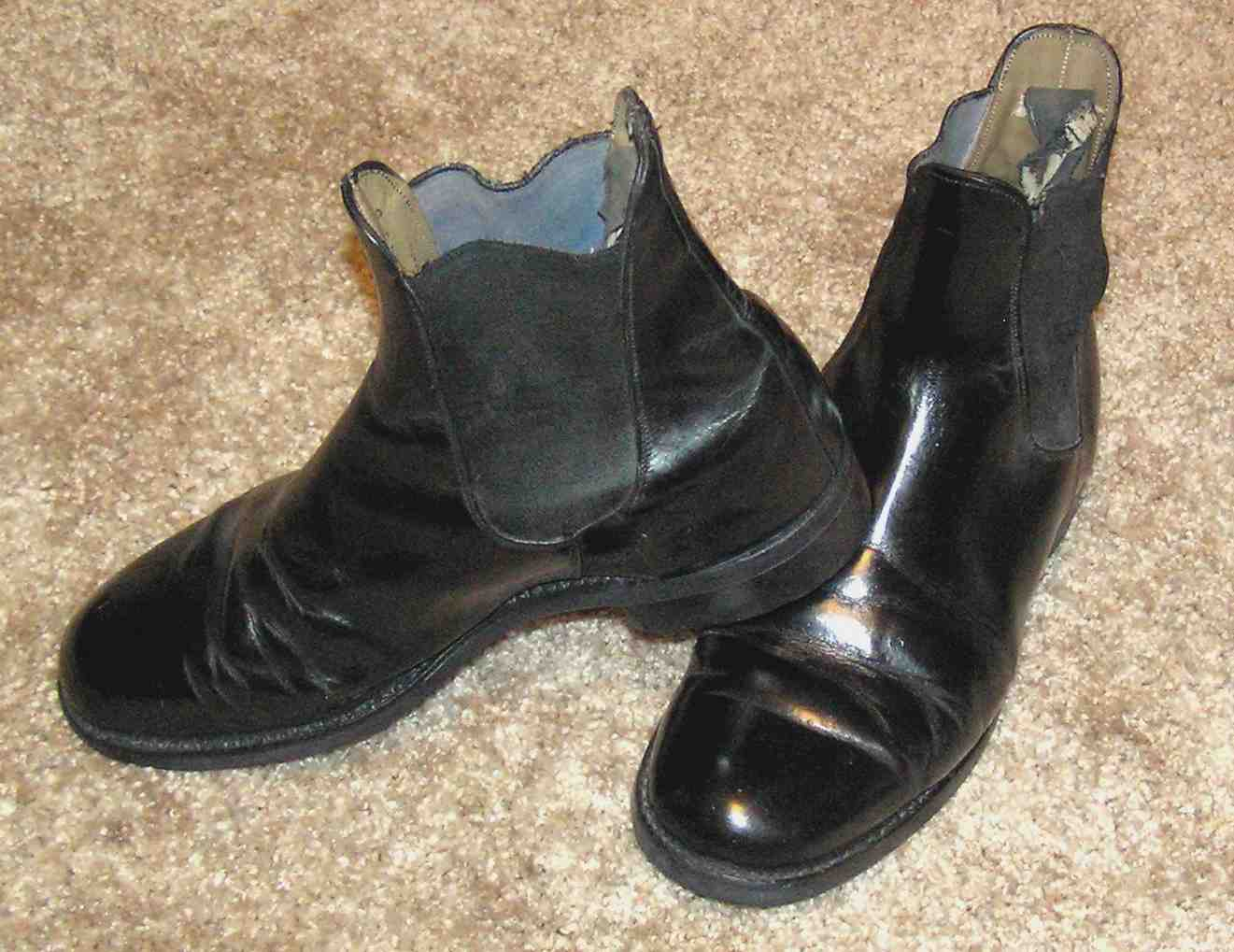
Stövletter

Jodhpurs (även: jodpurs) är ridbyxor av långbyxmodell med hälla under foten. Byxorna är mycket vida, nästan halvcirkelformade. Namnet kommer från den indiska delstaten Jodhpur, där dessa byxor användes som traditionella ridbyxor. De traditionella byxorna utvecklades i början av 1900-talet till att bli jodhpurs. I början använde britterna jodhpurs som byxor att spela hästpolo i, men med tiden blev användandet mer allmänt och både för män och kvinnor.
Idag, särskilt i Sverige, benämns även lågskaftade ridskor, oftast i läder Jodhpurs. Detta beror sannolikt på att samlingsnamnet för dessa på engelska är "jodhpur boots". Jodhpurs kan med fördel användas tillsammans med jodhpurs ridbyxor. 
Till skillnad från ridstövlar har jodhpurs ett ankelhögt skaft med låga klackar och rundade tår. Det korrekta svenska namnet är stövletter. Dessa finns i olika modeller, bland annat Alexanderboots (med remmar), Georgeboots (med hög snörning), Wellingtonboots (med mjukt skaft som bärs under byxan, har namngivit gummistövlar på engelska som "Wellies") och som på bilden, Chelseaboots (med gummiresår). Jodhpur boots kan även användas som vardagssko.
Ordet "jodhpurs" med betydelsen byxa finns belagd i svenska språket sedan 1954, medan ordet med betydelsen sko finns sedan 1968.